# Diana Geinz
Diana Geinz (* 14. November 1999) ist eine kasachische Leichtathletin, die sich auf den Siebenkampf spezialisiert hat.

## Sportliche Laufbahn
Erste Erfahrungen bei internationalen Meisterschaften sammelte Diana Geinz im Jahr 2018, als sie bei den Juniorenasienmeisterschaften in Gifu mit 4804 Punkten die Bronzemedaille im Siebenkampf gewann. 2023 belegte sie bei den Asienmeisterschaften in Bangkok mit 4671 Punkten den siebten Platz und anschließend musste sie ihren Wettkampf bei den World University Games in Chengdu vorzeitig beenden.
2022 wurde Geinz kasachische Hallenmeisterin im Fünfkampf.

## Persönliche Bestzeiten
- Siebenkampf: 4924 Punkte, 10. Juni 2022 in Almaty
- Fünfkampf (Halle): 3928 Punkte, 24. Februar 2022 in Öskemen